# Ямамура, Кадзуя
Кадзуя Ямамура (яп. 山村 和也 Ямамура Кадзуя, род. 2 декабря 1989 года в Нагасаки) — японский футболист, игрок «Кавасаки Фронтале».

## Карьера
На протяжении своей футбольной карьеры выступал за клуб «Касима Антлерс».

## Национальная сборная
В 2010 году сыграл за национальную сборную Японии 1 матч.

## Достижения
- Кубок Джей-лиги: 2012